# Stanisław Aleksander Nowak
Stanisław Aleksander Nowak (ur. 1958) – polski dziennikarz i prozaik.
Absolwent nauk politycznych na Uniwersytecie Wrocławskim i handlu zagranicznego na Akademii Ekonomicznej we Wrocławiu. Felietonista Gazety Wrocławskiej, Słowa Polskiego i Wieczoru Wrocławia. Laureat Nagrody Literackiej m.st. Warszawy 2017 w kategorii proza za powieść Galicyanie (Wydawnictwo W.A.B., Warszawa 2016). Ta powieść przyniosła mu również nominację i finał Literackiej Nagrody Europy Środkowej „Angelus” 2017. 